# Sebastian Rudolph
Sebastian Rudolph (Berlim, 1968) é um ator alemão. Filho de Hildegard Schmahl e Niels-Peter Rudolph, foi eleito pela revista Theater heute como melhor ator pela participação na peça Faust I + II (2011). É conhecido por interpretar o papel de Michael Kahnwald na série Dark (2017).

## Filmografia
- Dark (2017) - Michael Kahnwald
- Götter in Weiß (2017)
- Tödliche Geheimnisse (2016) - Hans Remscheid
- Tatort (2014) - Herbert Göhden / Andre Plötz
- Notruf Hafenkante (2013) - Mats Kurschmann / Jan König
- Doppelter Einsatz (2006) - Kellner Abelt / Kai Wagner
- Die Cleveren (2001) - Heiner Wagner
- Der letzte Zeuge (2000) - Ralph Schwarzkopf
- Wolffs Revier (1999) - Hans / Bernd Adler